# Río Roma
Río Roma es un dúo mexicano de pop latino famoso por sus baladas románticas, formado en el año 2010 en Tulancingo, Hidalgo por los hermanos José Luis y Raúl Ortega Castro.

## Biografía

### Inicios y formación
Hijos de José Luis Ortega Pineda y María Teresa Castro, José Luis y Raúl nacieron en Tulancingo, Hidalgo, el 17 de enero de 1981 y el 17 de julio de 1984, respectivamente. Desde pequeños mostraron interés por la música participando en festivales escolares y concursos de canto. José Luis decidió ampliar su carrera y se mudó a la Ciudad de México donde probó distintos géneros musicales y conoció a Leonel García, quien le instruyó en las labores de composición. Poco después, los hermanos decidieron desarrollar su carrera juntos.
En 2008 iniciaron su carrera con el apoyo de Sony Music, comenzaron con un dueto llamado simplemente Josel y Raúl. Este disco homónimo de corte regional mexicano-romántico cuenta con 11 temas, todos de la autoría de José Luis y tres coautorías de Raúl. El álbum fue producido por Junior Cabral.

### 2011-2014:Al fin te encontréyOtra vida
En 2011 lanzan su primer álbum discográfico Al fin te encontré bajo el nombre de Río Roma. En ese mismo año, su sencillo debut «Me cambiaste la vida» fue incluido en la banda sonora de la telenovela La fuerza del destino protagonizada por Sandra Echeverría y David Zepeda para Televisa. De este material también se desprenden los temas: «Por eso te amo», «No lo beses» y «Tan solo un minuto», este último fue utilizado para la campaña publicitaria del producto Mantecadas del Grupo Bimbo en México. En años posteriores temas de este álbum son utilizados en producciones como el tema «Amor amor» que formó parte de la telenovela La gata.
En 2013 sale a la venta su álbum Otra vida del cual su tema «Vida nueva» fue parte de la banda sonora de la telenovela La tempestad. De este material se desprende también el sencillo «Así me decías (Perdedor)».

### 2014-2015:Hoy es un buen día
En 2014 lanzan su álbum Hoy es un buen día, del cual el tema homónimo formó parte de la banda sonora de la telenovela El color de la pasión. Entre el 2014 y 2015 promocionaron en Estados Unidos su álbum, el cual cuenta con los mejores temas de sus dos discos editados en México. El segundo sencillo del álbum, «Mi persona favorita», es usado para la campaña publicitaria del producto Mantecadas del Grupo Bimbo en México, siendo el segundo tema del dúo para dicha empresa. Ese mismo año incursionan como couches en el reality Me pongo de pie emitido por la cadena Televisa, obteniendo el tercer lugar de la competencia cuyo premio lo ganó el equipo de Ha*Ash.

### 2016-2019:Eres la persona correcta en el momento equivocado
«Te quiero mucho, mucho» fue el primer sencillo de su tercer álbum discográfico Eres la persona correcta en el momento equivocado, publicado el 26 de febrero de 2016. El tema homónimo que da título al álbum se desprende en como segundo sencillo. De este álbum también se desprende el tema «Contigo». En el 2016 interpretan el tema musical de la telenovela Vino el amor. En 2017 publican los temas, «Princesa» a dueto con la banda CNCO, «Caminar de tu mano» a dueto con Fonseca y «Todavía no te olvido» a dueto con Carlos Rivera, ambos se incluyen en la edición especial del álbum.

### 2019-presente: Rojo
El 29 de enero del 2021, fue lanzado su cuarto álbum discográfico titulado Rojo.
El 21 de septiembre del 2022, fue lanzado el EP Seis canciones y un tequila, en el cual los hermanos Roma hacen colaboraciones con artistas de música regional mexicana.

## Composiciones para otros artistas y Legado
José Luis y Raúl han compuesto junto a otros compositores temas como: «Tu ya sabes a mí» de María José y «Tenemos un secreto» de OV7,
Adicionalmente, José Luis ha compuesto de manera en solitario los temas: «Contigo» de Calibre 50, «Nadie es nadie» de Yuri, «Amore mio» de Thalía, «Cosas que nunca te dije» de Pandora, además de componer gran parte de los temas de la cantante Yuridia; tales como: «Ya es muy tarde», «Cobarde», «Te equivocaste» «No la beses» y «Amigos no por favor». Junto a otros compositores ha formado parte en los temas «No lo beses» de Alejandro Fernández, «Todo fue un show» de Danna Paola,
Por otra parte, José Luis ha sido coautor junto a los intérpretes originales, las pistas «Te dejo en libertad» , «Perdón, perdón» y «No pasa nada» del dúo estadounidense Ha*Ash, escrita por él y las hermanas Hanna Nicole y Ashley Grace, «Día de suerte» escrita junto a la mexicana Alejandra Guzmán y «Todo Cambió» con Mario Domm, integrante de la banda Camila.

## Filmografía
| TV Shows        | TV Shows | TV Shows |
| Title           | Role     | Year     |
| --------------- | -------- | -------- |
| Me pongo de pie | Capitán  | 2015     |

## Discografía
Álbumes de estudio
- 2008: José y Raúl
- 2011: Al fin te encontré
- 2013: Otra vida
- 2016: Eres la persona correcta en el momento equivocado
- 2021: Rojo
- 2025: Bendito desamor

## Premios y nominaciones
| Año  | Ceremonia             | Trabajo nominado     | Categoría                               | Resultado | Ref.                 |
| ---- | --------------------- | -------------------- | --------------------------------------- | --------- | -------------------- |
| 2012 | Premios Oye!          | Rio Roma             | Mejor Revelación Pop                    | Ganadores | [ 24 ]               |
| 2014 | Premios Telehit       | "Hoy es un buen día" | Canción pop nacional                    | Nominados | [ 25 ]               |
| 2015 | Premios TVyNovelas    | "Hoy es un buen día" | Mejor tema musical                      | Nominados | [ 26 ]               |
| 2017 | Festival Viña del Mar | Rio Roma             | Gaviota de Plata                        | Ganadores | [ 27 ] [ 28 ] [ 29 ] |
| 2017 | Festival Viña del Mar | Rio Roma             | Gaviota de Oro                          | Ganadores | [ 27 ] [ 28 ] [ 29 ] |
| 2021 | Fans Choice Awards    | Rio Roma             | Pop dúo                                 | Nominada  | [ 30 ]               |
| 2021 | Fans Choice Awards    | Rio Roma             | Concierto Streaming - Artista masculino | Nominada  | [ 30 ]               |
| 2021 | Fans Choice Awards    | Rio Roma             | Mejor vídeo feat - Dúo o grupo          | Nominados | [ 30 ]               |
| 2021 | Fans Choice Awards    | Rio Roma             | Urbano - Dúo o grupo                    | Nominados | [ 30 ]               |